# Papa Melquíades
Melquíades o Milcíades (Àfrica, ? - Roma, 10/11 de gener de 314) va ser el trenta-dosè bisbe de Roma, del 2 de juliol de 311 al 10 o 11 de gener de 314, després de prop de dos anys d'estar la seu vacant, des de la mort d'Eusebi el 17 de setembre de 309. El seu pontificat es caracteritza per ser el primer en què es promulguen els edictes de tolerància dels emperadors romans i la religió cristiana aconsegueix un clima de tranquil·litat i de favors per part de l'emperador Constantí el Gran, el qual exercirà la seva autoritat per també controlar els afers de l'Església, un d'ells serà la condemna del donatisme, que el 314, mort ja Melquíades, serà declarat heretgia.

## Biografia
Es desconeixen les dades de la seva naixença, el Liber Pontificalis, el fa africà d'origen, quelcom que coincideixen i prenen per afirmació certa els autors posteriors d'època contemporània.
Va ser escollit per al càrrec de bisbe el 2 de juliol de 311. La seu romana havia estat vacant aproximadament uns dos anys des del desterrament i mort del seu predecessor, el bisbe Eusebi, el 17 de setembre de 309 Aquesta situació de seu vacant va ser a causa, probablement, per la controvèrsia conformada al voltant de la qüestió sobre si els cristians que havien apostatat, anomenats lapsi a causa de les persecucions podien tornar lliurement o no a l'Església sense haver realitzat penitència.
En iniciar el seu pontificat, Melquíades feu traslladar les restes del seu predecessor des de Sicília, on havia estat desterrat, per a retornar-les a Roma, allà va ser enterrat a la catacumba de Sant Calixt.
El Liber Pontificalis esmenta que va decretar que els feligresos cristians no havien de celebrar festivitats el diumenge, dia del Senyor, i el dijous perquè eren dies considerats sagrats per als pagans. També esmenta que va descobrir maniqueus a la ciutat de Roma, secta dualista que havia aparegut uns trenta anys abans del seu pontificat, que és probable que s'estigués estenent per la part occidental de l'Imperi al segle iv.

### Tolerància del Cristianisme
Durant el seu mandat s'inicia un període de pau i expansió per a l'Església. Abans d'iniciar-se el seu pontificat, l'emperador Galeri va promulgar a Nicomèdia el primer edicte de tolerància l'1 de maig de 311; en el document els demanava a canvi que resessin pel bé i la seguretat de l'Imperi i dels ciutadans.
No obstant això, serà a partir del 27 d'octubre de 312, quan es produeix un fet clau per la història del Cristianisme a l'Imperi Romà: l'emperador Maxenci va ser derrotat per Constantí el Gran a la batalla del Pont Milvi, emergint com a emperador únic de la part occidental de l'Imperi, i durant la qual va tenir una visió que li explicava que guanyaria dita batalla en el nom de Crist.
Malgrat que Constantí no va convertir-se al Cristianisme fins al seu llit de mort, moment en què és batejat, sí que va donar suport a l'Església. L'emperador va donar a l'Església Romana, no se sap amb exactitud si a Melquíades o al seu successor Silvestre I, el Palau del Laterà, que es va convertir en la residència oficial dels bisbes de Roma —després papes— i, en conseqüència, en la seu administrativa central de l'Església, sent-ho fins a l'any 1313.
Tanmateix, el fet per excel·lència que va afavorir a la religió cristiana va ser la promulgació de l'Edicte de Milà de 313, signat pels emperadors Galeri, Constantí i Licini, que significava la tolerància de la fe cristiana dins de l'Imperi i, en definitiva, posava punt final a les persecucions dels seguidors del Cristianisme; tanmateix, la visió de Constantí ha estat vista com un ús del Cristianisme, en tant que podia donar cohesió a un imperi cada vegada més dividit.
L'edicte va permetre professar la fe als cristians sense problemes i va retornar les propietats i edificis confiscats durant els períodes de persecució, a través del prefecte de la ciutat de Roma, a més el dret de reconstruir els llocs i edificis religiosos destruïts. Per a dur a terme les negociacions amb el prefecte, Melquíades va nomenar Strato i Casiano, dos diaques romans, que també van fer-se càrrec de les propietats retornades; en definitiva es va fer el possible per reorganitzar l'administració eclesiàstica i la vida religiosa dels cristians a Roma. Tanmateix, l'emperador també va afavorir al clergat cristià ubicant-lo al mateix nivell fiscal que el clergat pagà, això significava l'exempció de certs impostos.

### Condemna del donatisme
El seu mandat es va veure marcat per la controvèrsia del donatisme, originat a l'Església africana de la mà del bisbe Donat en contra de la successió al bisbat de Cartago de Cecilià, ardiaca d'aquesta seu, a la mort de l'anterior bisbe, posant en dubte, a més, la funció de l'Església per la seva relaxació en els valors sagrats i la presència de pecadors en la comunitat cristiana. La disputa va arribar a instàncies consulars i imperials. Per tal d'intentar solucionar l'assumpte, Constantí va dirigir una carta a Melquíades, recollida per Eusebi de Cesarea, on li ordena que faci de jutge en el conflicte i que se celebrés un sínode per resoldre la qüestió, sempre evitant la possibilitat d'un cisma en el si de l'Església.
Melquíades va convocar i presidir el Sínode del Laterà l'any 313, iniciat el 2 d'octubre, al Palau del Laterà, a Roma, i va comptar amb la presència de divuit bisbes de la Gàl·lia i Itàlia, on es tractà la dita qüestió durant tres dies. Les decisions preses foren que l'elecció de Cecilià com a bisbe de Cartago era considerada legítima i li van ser retirats tots els càrrecs que pesaven sobre ell des de la banda de Donat, mentre que aquest darrer va ser condemnat. Mort ja Melquíades, el 314 es va convocar un concili a Arle on es van refermar les decisions del sínode laterà i es va declarar oficialment al donatisme com a heretgia i on s'aprovaren altres mesures, especialment respecte al nomenament de bisbes. Tanmateix, els donatistes no es donarien per vençuts, encara durant el regnat d'Honori van criticar a Melquíades per haver oferit els llibres sagrats als pagans i haver ofert encens a ídols.

### Mort
És considerat màrtir pel fet de ser víctima d'un gran patiment durant la darrera persecució de Maximià i, tanmateix, està inclòs en Martirologi romà però, no obstant això, Melquíades va morir durant l'època de pau de l'Església de manera natural, el 10 o l'11 de gener de 314. Les seves restes van ser enterrades a la Catacumba de Sant Calixt, a la Via Àpia; l'arqueòleg italià Giovanni Battista de Rossi va considerar altament probable aquesta possibilitat.
És venerat com a sant. Al segle iv la seva festivitat se celebrava el 10 de gener, però posteriorment es va traslladar al 10 de desembre.